# Кајл Галнер
Кајл Стивен Галнер (енгл. Kyle Steven Gallner; Вест Честер, 22. октобар 1986) амерички је глумац.

## Биографија
Рођен је 22. октобра 1986. у јеврејској породици у Вест Честеру. Има старију сестру, млађег брата и млађу сестру. Са четири године био је подвргнут операцији на отвореном срцу.